# Sorkon
Sorkon est une localité du département de Dano, dans la province d'Ioba (région du Djôrô) au Burkina Faso. En 2006, cette localité comptait 1 172 habitants dont 56,2 % de femmes.